# چرانو
چرانو (به ایتالیایی: Cerano) یک کومونه در ایتالیا است که در استان نووارا واقع شده‌است.

## خصوصیات
چرانو ۳۲٫۱ کیلومترمربع مساحت و ۶٬۷۹۲ نفر جمعیت دارد و ۱۳۴ متر بالاتر از سطح دریا واقع شده‌است.